# Église Saint-Aubin de Bray-en-Cinglais
L'église Saint-Aubin de Bray-en-Cinglais aussi orthographiée église Saint-Aubin de Bray-en-Cinglay est une église catholique située à Fontaine-le-Pin, en France.

## Localisation
L'église est située dans le département français du Calvados, sur le territoire de l'ancienne commune de Bray-en-Cinglais, rattachée à Fontaine-le-Pin en 1835.

## Historique
L'édifice date du XIIe et du XIIIe siècle. Selon le site de la fondation du patrimoine, l'église est datée des XIIIe, XIVe et XVIIIe.
L'église était placée sous le patronage de l'abbaye de Sainte-Barbe-en-Auge.
L'édifice est inscrit le 12 mai 1976 au titre des monuments historiques, puis en totalité le 10 juin 2014.

## Description
« L'église a peu de caractère », selon Arcisse de Caumont.
La partie la plus ancienne de l’édifice est une portion du mur du chœur qui offre une fenêtre très étroite de la fin du XIIe - début du XIIIe. Une partie de l'édifice date du XIVe et la tour date, selon Arcisse de Caumont, du XVe ou du XVIe. Le chœur est moderne
La cloche provient de l’église de Fontaine-le-Pin, qui a été détruite.
Une Vierge à l'Enfant du XVIe siècle est classée à titre d'objet.

## Galerie

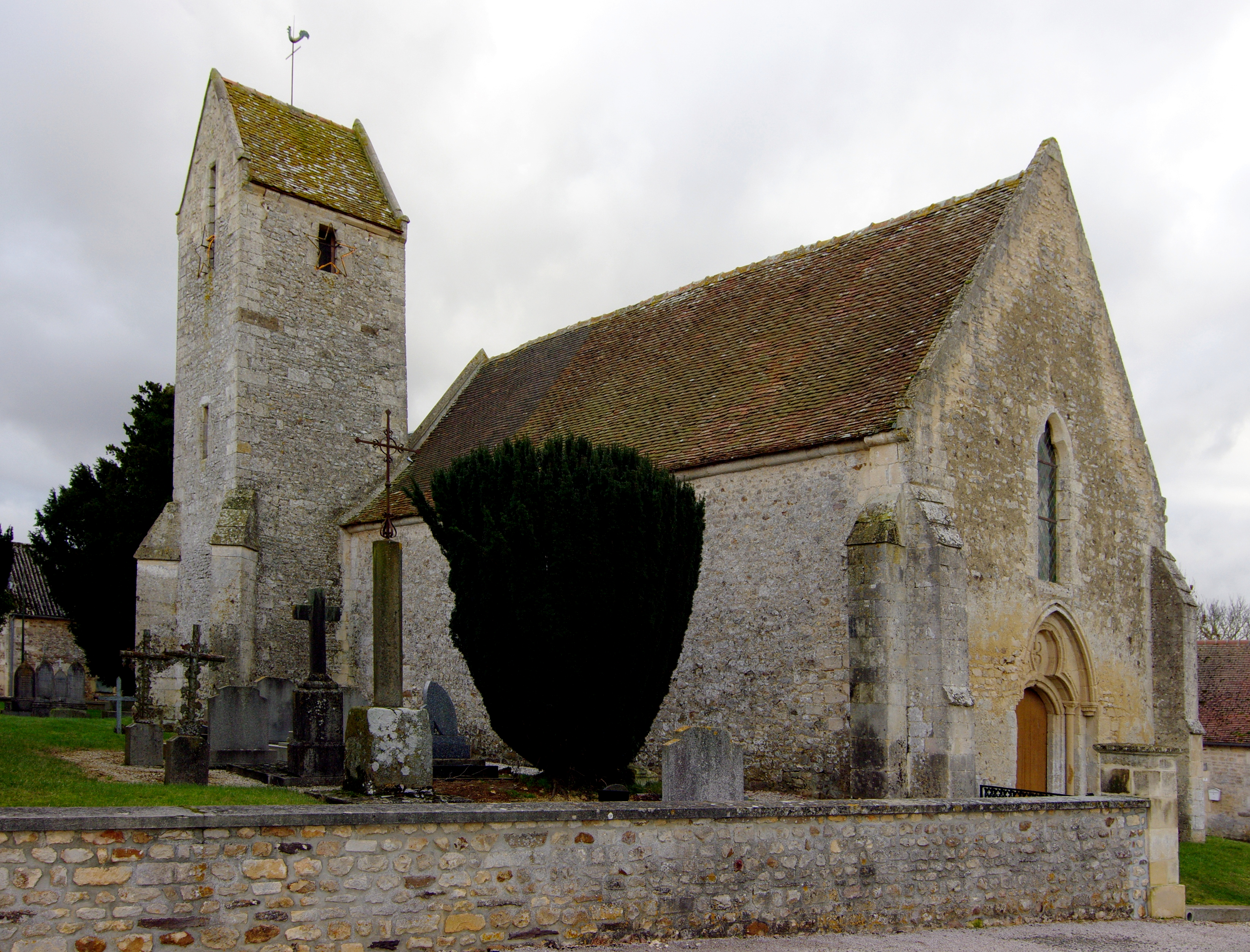
Autre vue extérieure de l'édifice